# Marie Sollberger
Marie Sollberger (Herzogenbuchsee, 3 mei 1846 - aldaar, 28 november 1917) was een Zwitserse pionier in de Zwitserse abstinentiebeweging voor vrouwen.

## Biografie
Marie Sollberger was een dochter van Urs Johannes Sollberger, een landbouwer, en van Anna Bösiger. Na haar schooltijd verbleef ze een tijdje in Romandië en werkte ze in de familiale boerderij. Na de vroegtijdige dood van haar vader en haar drie broers en zussen verhuisde ze naar een landgoed aan de rand van het bos van Wysshölzli. Als pionier van de Zwitserse Blauwe Kruis-beweging, waarvan ze in 1884 een afdeling oprichtte in Herzogenbuchsee, richtte ze in 1892 in haar huis de eerste gezondheidsinstelling voor vrouwelijke alcoholverslaafden in Zwitserland op (1892), die tot 1917 ongeveer 500 patiënten huisvestte. stierf, Na haar overlijden werd de coöperatie Wysshölzli opgericht, die in 2003 leidde tot de oprichting van de kliniek Wysshölzli en van de stichting Marie Sollberger.